# Gary (Minnesota)
Gary es una ciudad ubicada en el condado de Norman en el estado estadounidense de Minnesota. En el Censo de 2010 tenía una población de 214 habitantes y una densidad poblacional de 251,14 personas por km².

## Geografía
Gary se encuentra ubicada en las coordenadas 47°22′21″N 96°15′56″O / 47.37250, -96.26556. Según la Oficina del Censo de los Estados Unidos, Gary tiene una superficie total de 0.85 km², de la cual 0.85 km² corresponden a tierra firme y (0%) 0 km² es agua.

## Demografía
Según el censo de 2010, había 214 personas residiendo en Gary. La densidad de población era de 251,14 hab./km². De los 214 habitantes, Gary estaba compuesto por el 95.79% blancos, el 2.34% eran afroamericanos, el 0.47% eran amerindios, el 0.47% eran asiáticos, el 0% eran isleños del Pacífico, el 0% eran de otras razas y el 0.93% pertenecían a dos o más razas. Del total de la población el 0.47% eran hispanos o latinos de cualquier raza.